# Обама, Барак Хусейн (старший)
Бара́к Хуссе́йн Оба́ма — старший (англ. Barack Hussein Obama, Sr.; 4 апреля 1936, деревня Каньядьянг, район Рачуонё, округ Сиайя, провинция Ньянза, Британская Кения, Британская империя — 24 ноября 1982, Найроби, Кения) — кенийский экономист, отец 44-го президента США Барака Обамы.

## Биография

### Родители
Родился 4 апреля 1936 года в деревне Каньядьянг (вырос в деревне Ньянгома Когело), район Рачуонё, округ Сиайя, провинция Ньянза, Британская Кения, Британская империя в семье из народности луо.
Его отец Хусейн Оньянго Обама (Onyango Obama; c. 1895—1979), мать Хабиба Акуму Ниянджанго (Habiba Akumu Nyanjango; Karabondi, Кения).
Перед тем как стать поваром для миссионеров в Найроби, отец Оньянго много путешествовал, посещая Европу, Индию, Занзибар, где он, будучи католиком, перешел в ислам и взял имя Хусейн Оньянго Обама. Во время Второй мировой войны служил в английской армии в Бирме. В 1949 году Оньянго был заключен на 2 года в тюрьму Британскими колониальными властями из-за его причастности к движению мау-мау, подвергался пыткам.

### Учёба и супруги
Обама женился в 1954 году в возрасте 18 лет на Кезие Аоко (род. 1940), которая родила ему 4 детей.
В возрасте 23 лет Обама поступает в Гавайский университет в Маноа, оставляя беременную Кезию Аоко и их малолетнего сына. Он отрекается от личной веры в Аллаха и становится агностиком. 2 февраля 1961 года Обама, сообщив, что развёлся со своей первой женой — это оказалось неправдой, так как он соблюдал законы ислама и обычаи племени — женится на студентке своей группы по изучению русского языка Стэнли Энн Данхэм (Ann Dunham, 29 ноября 1942 — 7 ноября 1995) в Мауи, Гавайи.
4 августа 1961 года у них рождается сын Обама, Барак Хусейн. Стэнли Энн Данхэм бросает учёбу ради ухода за ребёнком, а Обама, напротив, полностью завершает её, получая степень в июне 1962 года, избирается в Phi Beta Kappa и вскоре уезжает в Кембридж, штат Массачусетс, чтобы начать обучение в Гарвардском университете.
На развод Стэнли Энн Данхэм подала в Гонолулу в январе 1964 года, муж не возражал, и 20 марта 1964 года брак был расторгнут. Обама-старший лишь один раз навестил Обаму-младшего: в 1971 году, когда будущему президенту США было 10 лет.
Находясь в Гарварде, Обама-старший встретил там свою будущую 3-ю жену, американку, учительницу Рут Найдсэнд (Ndesandjo). Она поехала вслед за ним в Кению, когда он в 1965 году получил учёную степень по экономике в Гарварде (AM). Рут Найдсэнд в конечном счете стала его третьей женой и родила ему двух детей, прежде чем они развелись.

### Работа в Кении
После возвращения на родину Обама-старший работал в нефтяной компании, стал экономистом в Министерстве транспорта, а позже — старшим экономистом в Министерстве финансов Кении.
В 1959 году он написал монографию на суахили, изданную Кенийским департаментом образования под названием «Otieno jarieko. Kitabu mar ariyo. 2: Yore mabeyo mag puro puothe» (english: Otieno, the wise man. Book 2: Wise ways of farming).
В 1965 году он написал статью «Problems Facing Our Socialism», опубликованную в журнале East Africa Journal, в которой раскритиковал национальный план построения африканского социализма в Кении. Статья была подписана «Барак Х. Обама». Как позднее писал его сын и президент США, эта публикация привела его отца к конфликту с тогдашним Президентом Кении Кениатой и разрушила его карьеру (Dreams from my Father, pp. 214–216).
Жизнь Обамы-старшего была этим разрушена, он запил, обеднел и от бедности этой уже не оправился никогда. Потом он попал в автоаварию, потерял обе ноги, потерял последнюю свою работу. Затем в 1982 году попал ещё в одну автокатастрофу, в которой в итоге и погиб.
Погиб 24 ноября 1982 года, в Найроби (Кения) в возрасте 46 лет. Похоронен в родной деревне (сейчас — Ньянг’ома Когела). Его память почтили своим присутствием многие известные в Кении политические фигуры, включая министра иностранных дел Роберта Оуко (1931—1990, убит) и министра Питера Олу-Аринго.

## Дети
Имел 8 детей от 4 жён:
1. (от Кезии Аоко): Малик Обама, Аума Обама, Або Обама, Бернард Обама.
2. (от Энн Данхэм): Барак Хусейн Обама.
3. (от Рут Нидесэнд): Марк Ндесанджо, Дэвид Ндесанджо.
4. (от Джаэль Отьено): Джордж Обама.